# John Michael Rysbrack

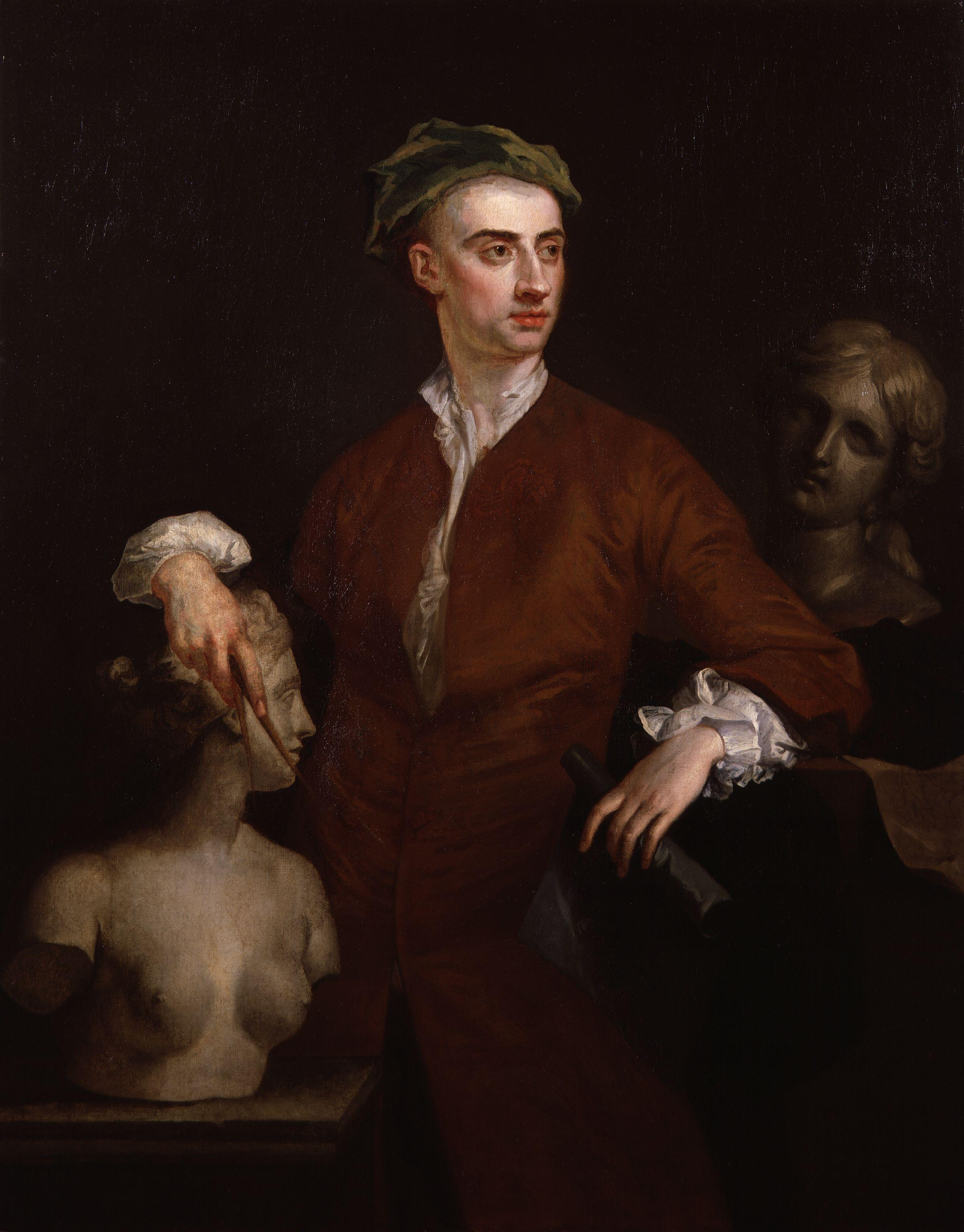
John Michael Rysbrack por John Vanderbank, c.1728

Johannes Michel o John Michael Rysbrack, nombre original Jan Michiel Rijsbrack, a menudo denominado simplemente Michael Rysbrack  (24 de junio de 1694-8 de enero de 1770), fue un escultor flamenco del siglo XVIII, que pasó la mayor parte de su carrera en Inglaterra, donde fue uno de los principales escultores de monumentos, decoraciones arquitectónicas y retratos en la primera mitad del siglo XVIII. Su estilo combinó el barroco flamenco con influencias clásicas. Dirigió un importante taller cuya producción dejó una importante huella en la práctica de la escultura en Inglaterra.

## Antecedentes familiares y primeros años de vida
Rysbrack nació el 24 de junio de 1694 en Amberes, hijo del paisajista Pieter Rijsbraeck y Geneviève (Genoveva) Compagnon, una mujer francesa con la que su padre se había casado en Francia. Probablemente estudió con el maestro de Amberes Michiel van der Voort el Viejo de 1706 a 1712. Se convirtió en miembro del Gremio de San Lucas en Amberes en el año 1714/1715 del Gremio. Al año siguiente es contratado por dos aprendices. Ninguna de sus obras de este período se ha conservado.
Entre los hermanos de Michael había varios artistas. Su hermano mayor, Pieter Andreas, era pintor de bodegones y paisajes, mientras que su hermano menor, Gerard, era pintor de bodegones, piezas de caza, escenas de caza y escenas mitológicas. Pieter Andreas y John Michael se trasladaron a Londres en torno a 1620, donde desarrollaron una exitosa carrera. Más tarde, Gerard se unió a sus dos hermanos en Inglaterra.

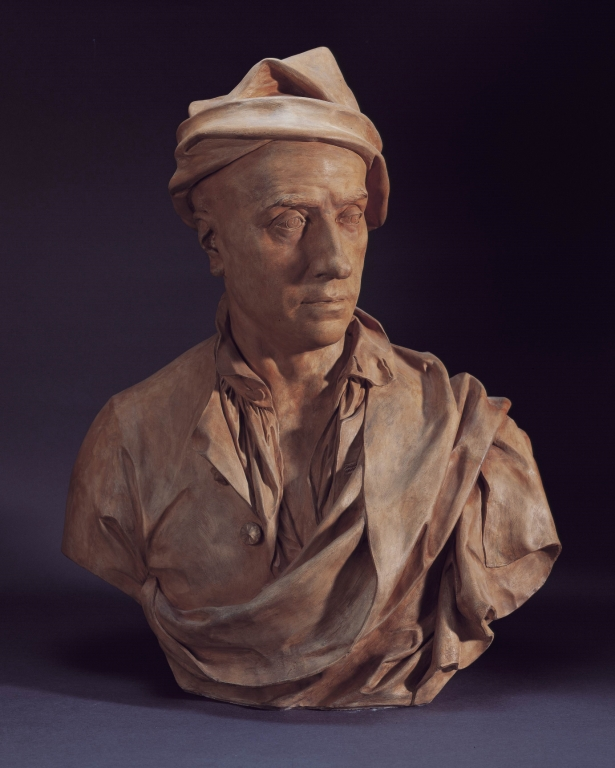
Autorretrato

En Londres, Rysbrack se estableció rápidamente como el principal escultor, posición que mantendría hasta mediados de la década de 1740, siendo uno de los tres principales escultores de Gran Bretaña hasta poco antes de su muerte. Dirigió un importante taller con muchos ayudantes, entre ellos otros escultores flamencos como Gaspar van der Hagen y James Francis Verskovis.
Produjo vívidos retratos y monumentos de viva composición barroca, estableciéndose rápidamente como un escultor muy solicitado. Realizó bustos y monumentos funerarios de muchos de los hombres más destacados de su época, como el monumento a Isaac Newton en la Abadía de Westminster, una estatua de Marlborough y bustos de Walpole, Bolingbroke y Pope. El Dr. Cox Macro le encargó un busto del pintor flamenco Peter Tillemans a su muerte en 1734.
En 1733 esculpió un magnífico busto retrato en mármol de George Hamilton, primer conde de Orkney (1666-1737), con el aspecto de un centurión romano. Orkney era un distinguido general al servicio del duque de Marlborough. Orkney había conseguido la rendición de los franceses en la batalla de Blenheim en 1704, y participó en numerosas batallas posteriores durante la Guerra de Sucesión Española. El busto de Lord Orkney, una de las mejores obras de Rysbrack, está expuesto en el Victoria and Albert Museum de Londres. Su carácter especial se debe a un vínculo entre el escultor y Lord Orkney, que tuvo su origen casi 30 años antes y que sin duda se vio reforzado en su conversación cuando Lord Orkney se sentó al lado del escultor para el modelado del busto. Rysbrack conocía el heroísmo de Lord Orkney durante las diversas campañas en los Países Bajos durante la Guerra de Sucesión Española, sobre todo la batalla de Ramillies del 23 de mayo de 1706, tras la cual Orkney dirigió la persecución de las fuerzas francesas derrotadas. Tras la batalla y la persecución, una ciudad tras otra -entre ellas Bruselas, Brujas y Amberes- capitularon ante las fuerzas de Marlborough. En Amberes, la ciudad natal de Rysbrack, a la que Orkney fue enviado por Marlborough con refuerzos para el mayor general Cadogan, el gobernador español no estaba de humor para ofrecer ni siquiera una resistencia simbólica, y obligó a la parte francesa de la guarnición a unirse a él para rendir la ciudad el 6 de junio. La llegada a Amberes de las fuerzas victoriosas de Marlborough, dirigidas por Orkney (el propio Marlborough llegó el 12 de junio) es un acontecimiento del que Rysbrack, entonces un niño de 12 años, seguramente habría sido testigo. Estos acontecimientos debieron dar al escultor y a Lord Orkney la oportunidad de compartir recuerdos durante las sesiones de trabajo para el busto.
En la iglesia de San Miguel y Todos los Ángeles, Badminton, hay otro espléndido monumento de Rysbrack, firmado y fechado en 1754. El segundo y tercer duque de Beaufort están representados con traje romano, uno de pie, el otro sentado en el sarcófago y sosteniendo un medallón. Cortinas decorativas y asimétricas cuelgan sobre el sarcófago.
Rysbrack también fundió la estatua ecuestre de bronce de Guillermo III en Queen Square, Bristol en 1733, y esculpió un monumento posterior a Edward Colston en la Iglesia de Todos los Santos, Bristol.

## Muerte
Rysbrack murió en Vere Street, Westminster, en 1770 y está enterrado en la iglesia parroquial de St Marylebone.

## Galería

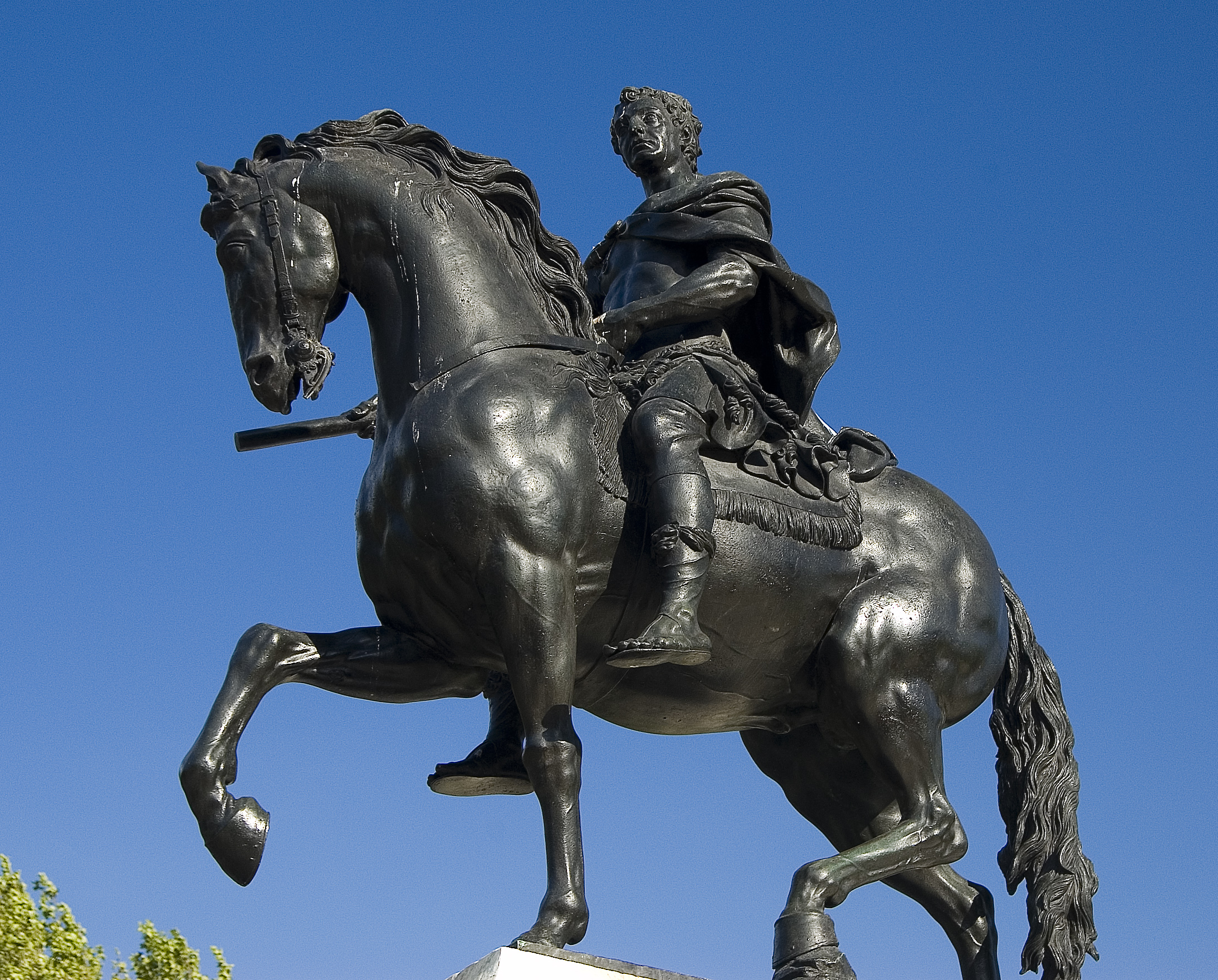
El rey Guillermo III, Queen Square, Bristol
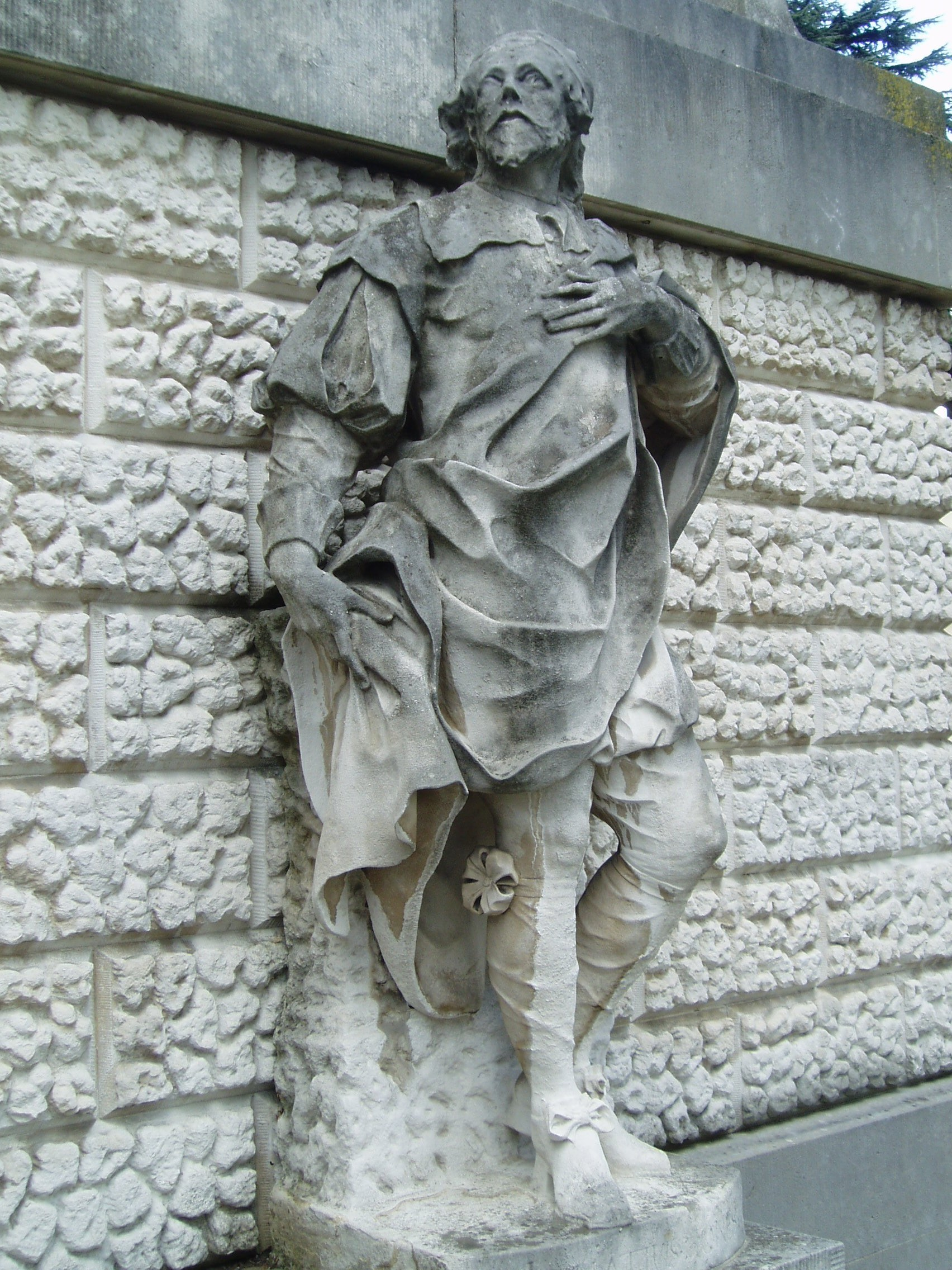
Íñigo Jones, Chiswick House, Londres
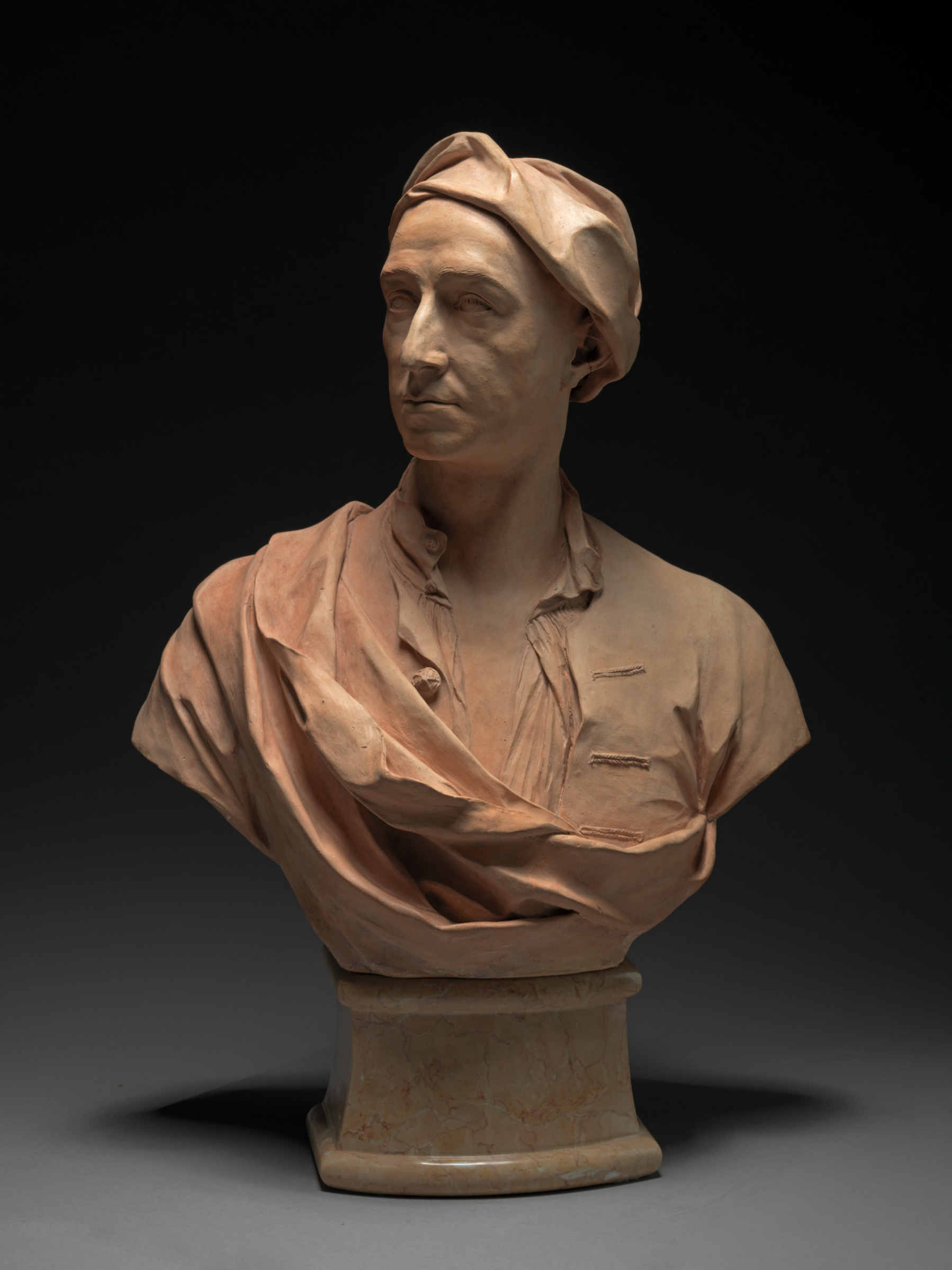
Busto de Peter Tillemans, 1727, Yale Center for British Art
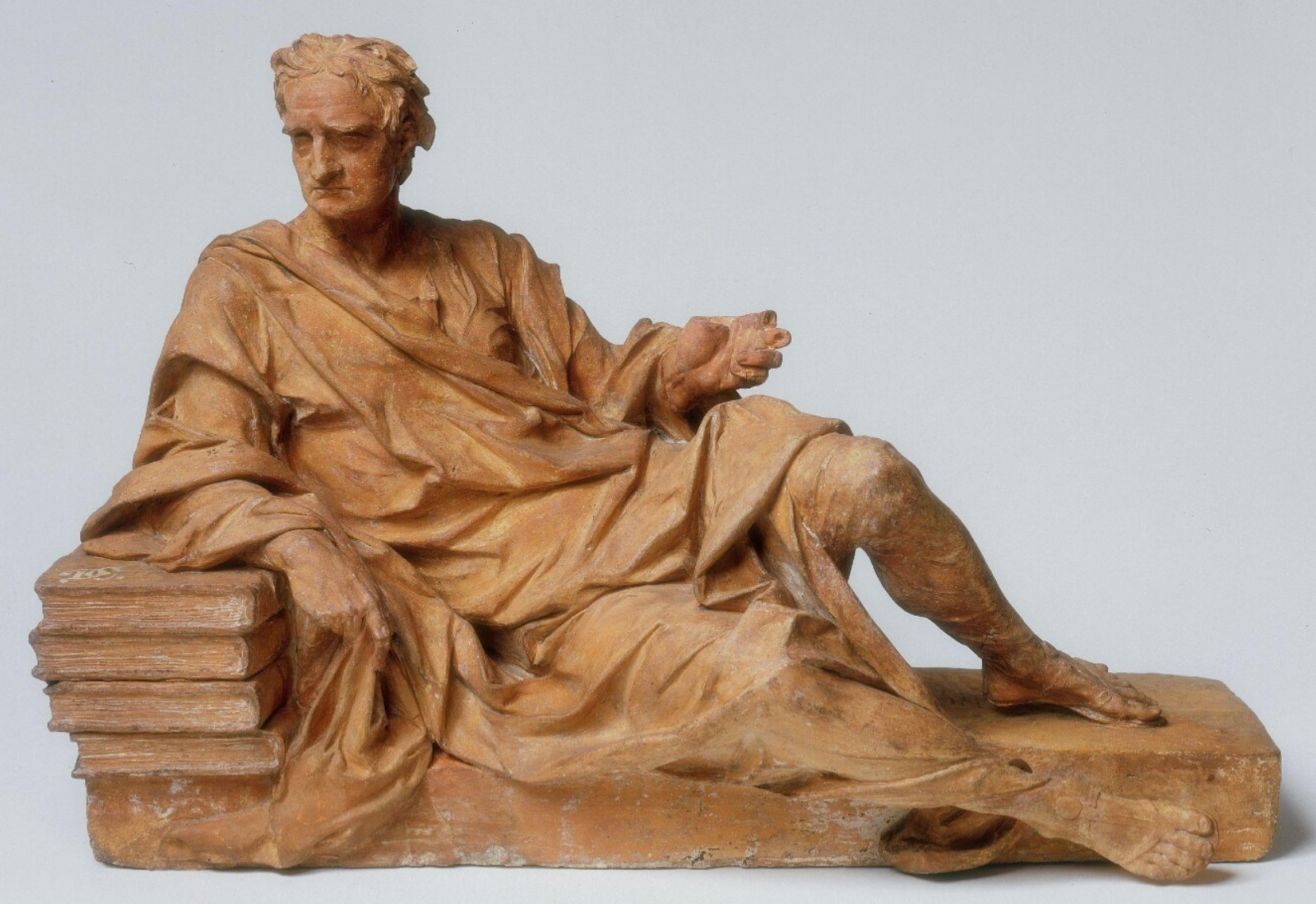
Maqueta para la tumba de Sir Isaac Newton, Victoria and Albert Museum
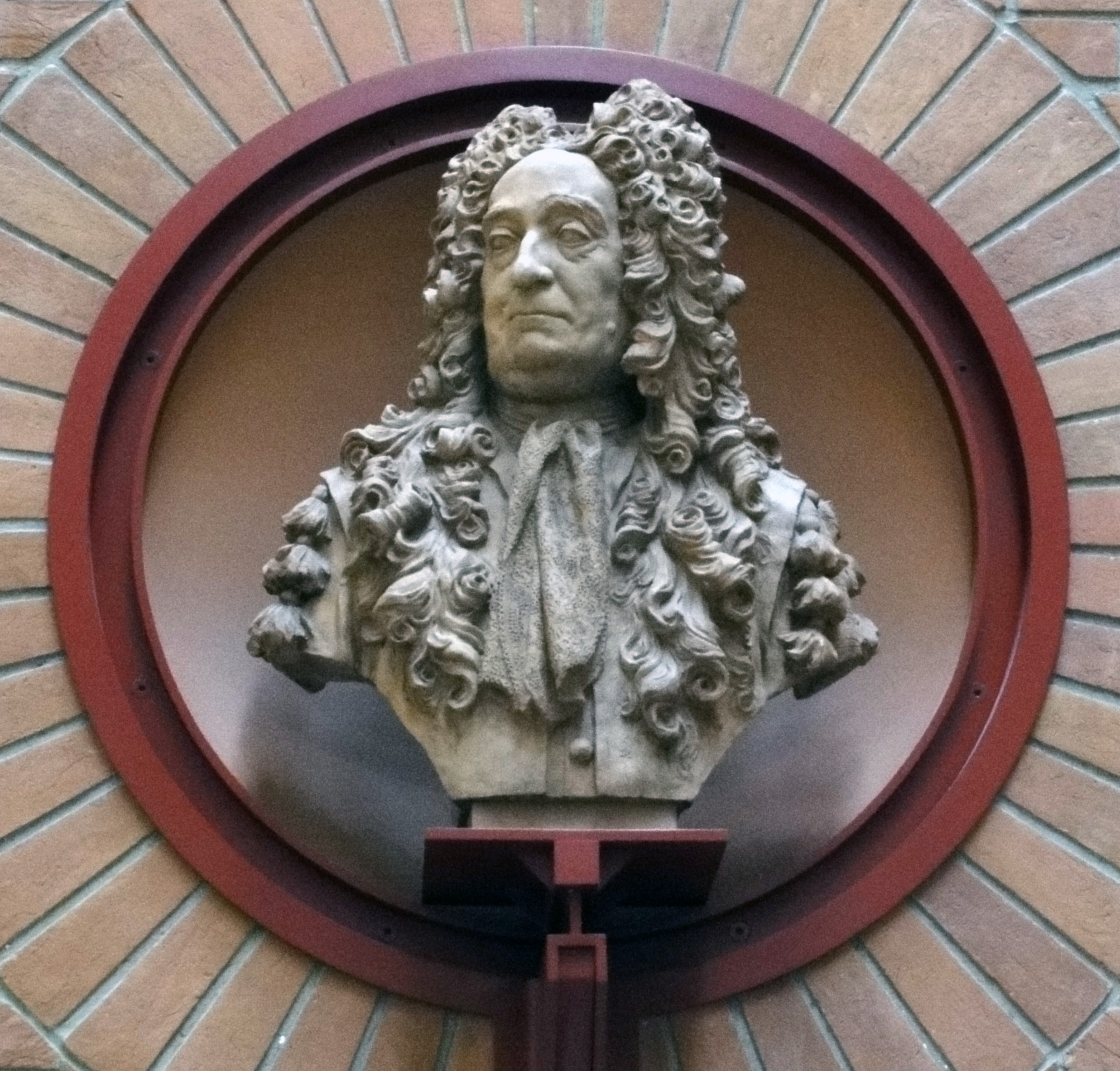
Hans Sloane, Biblioteca Británica, Londres
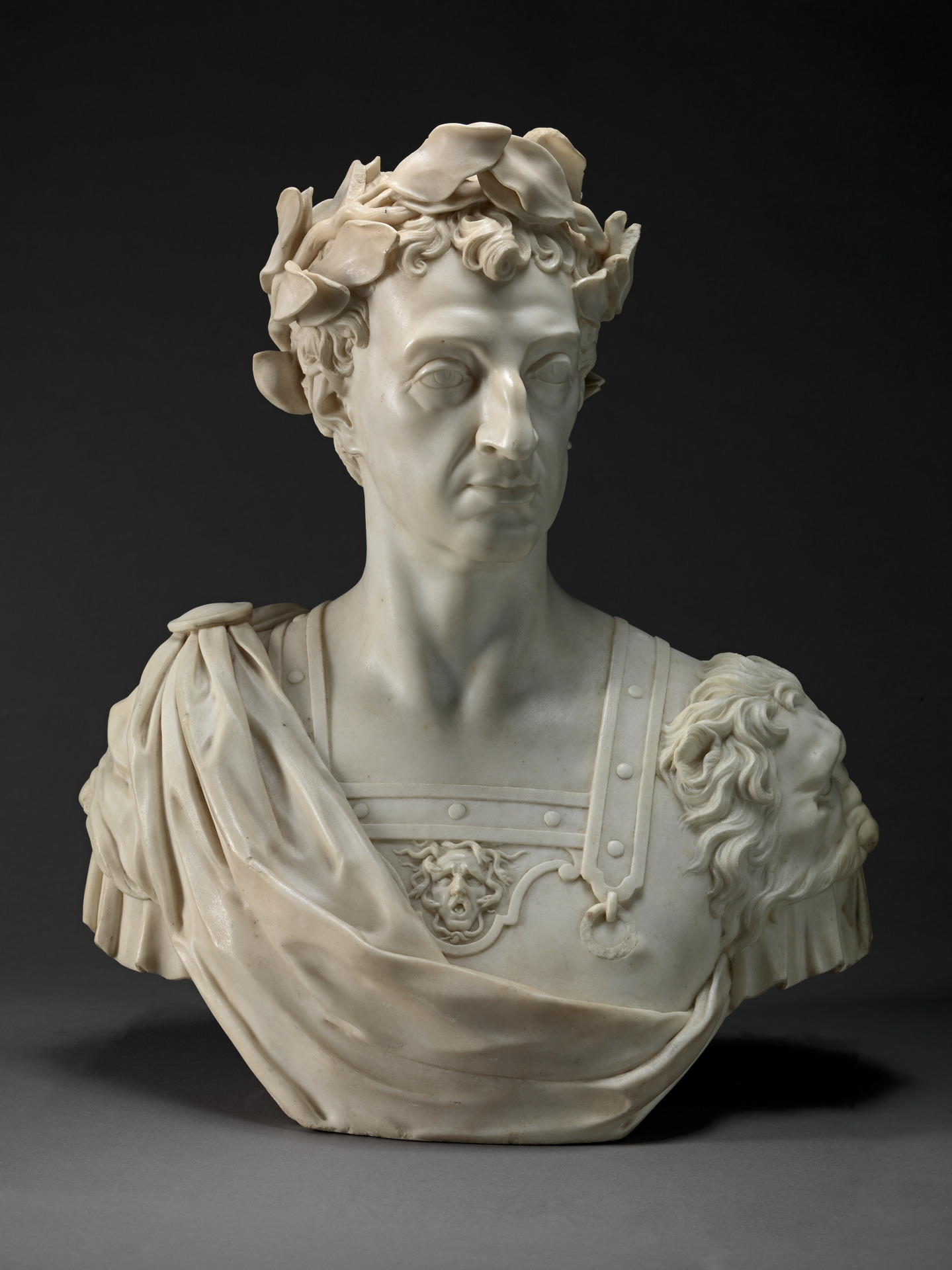
Busto de mármol de Guillermo III, ca. 1736, Centro de Arte Británico de Yale, New Haven, Connecticut
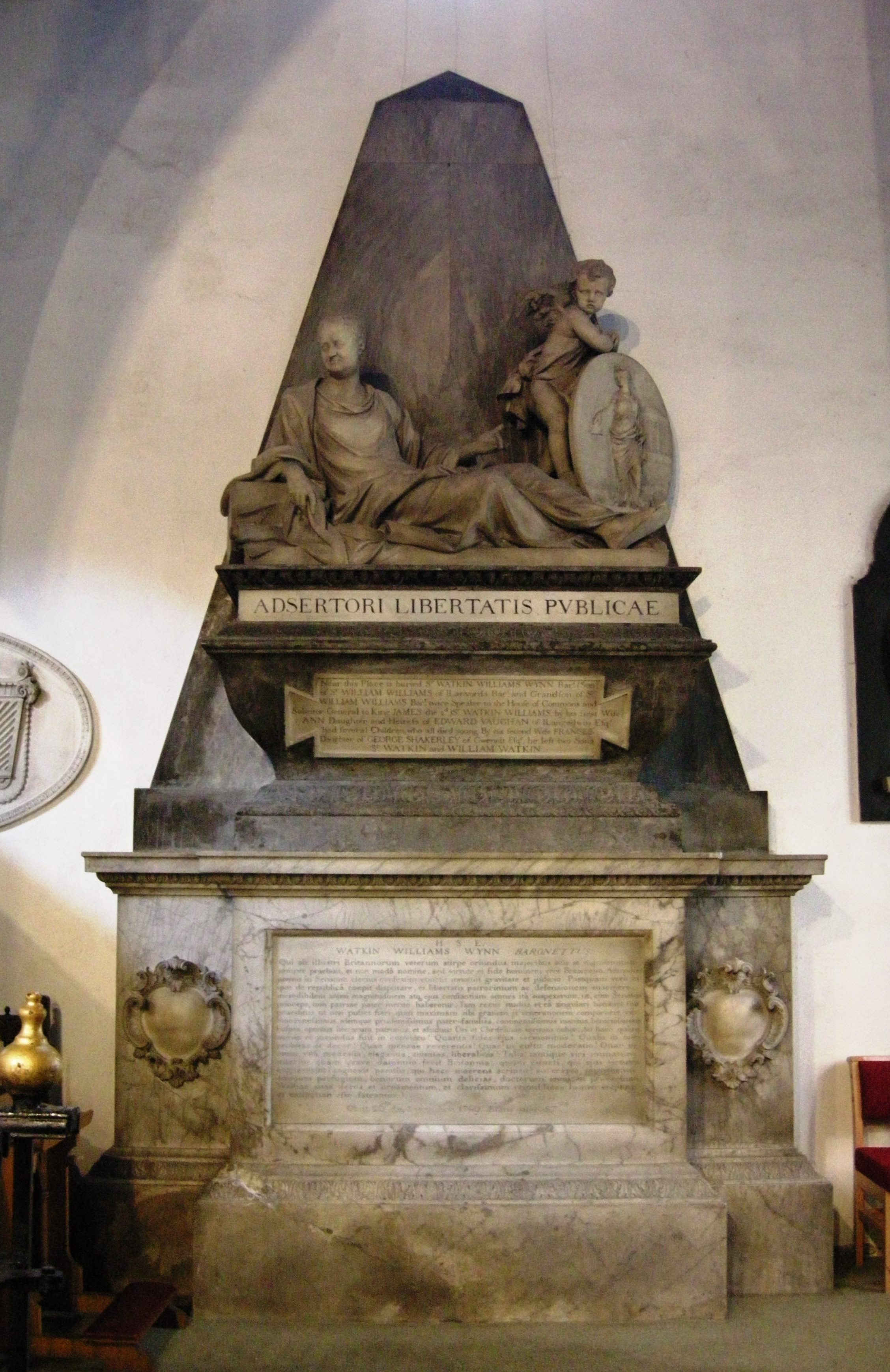
Monumento de la tumba de Sir Watkin Williams-Wynn, Ruabon, Denbighshire, erigido en 1755
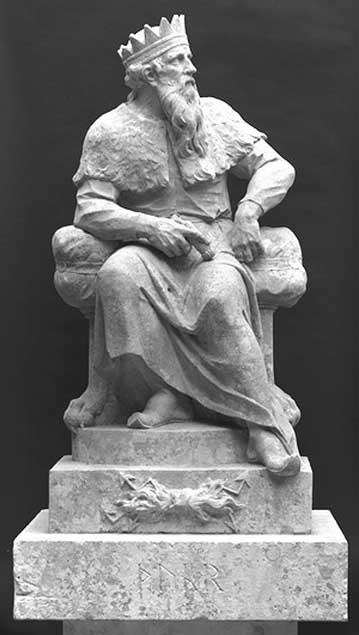
Thuner, originalmente en los jardines Stowe House ahora en el Museo V&A, Londres, Inglaterra